# Alto Tours
Alto Tours este o agenție de turism din România, înființată în 1998.
Din 2004 este reprezentantul în România al grupului Radius Travel, cu sediul în Washington.
Alto Tours face parte din compania de servicii turistice ING Development.
Cifra de afaceri:
- 2009: 33 milioane lei[3]
- 2007: 32 milioane lei[2]